# 베토벤 (영화)
《베토벤》(영어: Beethoven)은 미국에서 제작된 1992년 가족 코미디 영화이다. 브라이언 러밴트가 연출하고, 에드몽 당테스라는 가명을 사용한 존 휴스와 에이미 홀든 존스가 공동 각본을 썼다. 작곡가 루트비히 판 베토벤으로부터 이름을 따온 세인트 버나드 강아지와 이 강아지를 받아준 한 교외 가정을 중심으로 사건이 벌어진다. 찰스 그로딘, 보니 헌트 등이 출연하였고, 조 메적 등이 제작에 참여하였다.
평은 엇갈렸으나 흥행에 크게 성공하여 프랜차이즈화되었으며 1994년엔 동명 텔레비전 애니메이션까지 제작되었다.
속편 《베토벤 2》(1993)로 이어진다.

## 줄거리
무도한 동물 실험을 하는 수의사 허먼의 명에 따라 하비와 버넌이 애완동물 가게에서 강아지 몇 마리를 훔친다. 그러나 세인트 버나드 강아지 한 마리가 이동 중 탈출하여 뉴턴가에 당도한다.
일 중독에 통제광인 조지는 질색하지만 아내 앨리스, 자녀 라이스, 테드, 에밀리는 강아지를 반긴다. 이들은 에밀리가 피아노로 루트비히 판 베토벤의 교향곡 5번을 칠 때 강아지가 따라 짖는 걸 보고 강아지를 베토벤(베이토번)이라고 이름 짓는다.
베토벤은 라이스가 좋아하는 남자애에게 말을 걸 수 있게 돕는가 하면 테드를 괴롭히는 무리를 내쫓고 에밀리가 수영장에 빠졌을 때 구조하면서 집에서 없어서는 안 될 존재가 되어간다.
베토벤은 조지가 벤처 투자자 브래드와 브리 윌슨을 위해 연 바비큐 파티에서 브래드와 브리에게 심한 장난을 쳐 자리를 완전히 망쳐버린다. 사실 이들은 조지의 자동차 방향제 회사에 투자를 한 후엔 사기를 쳐서 털어먹으려는 속셈이었다.
허먼은 한 총기 회사로부터 탄약의 근거리 파괴력 실험을 의뢰 받으면서 머리뼈가 큰 개를 필요로 하게 된다. 허먼은 동물병원 손님이 된 조지에게 세인트 버나드 종은 정신적으로 불안정해 공격성이 심한 경우가 꽤 있다고 미리 언질을 준다. 그 후 뉴턴가를 방문한 허먼은 자기 팔과 베토벤 입 주위에 가짜 피를 묻혀 베토벤에게 물린 것처럼 위장한다.
허먼이 베토벤 안락사를 진행할 수 있도록 자신의 병원으로 베토벤을 데려오지 않는다면 고소를 하겠다고 하자 조지는 안락사를 택하는데...

## 출연진
- 찰스 그로딘 - 조지 뉴턴 역
- 보니 헌트 - 앨리스 뉴턴 역
- 니콜 톰 - 라이스 뉴턴 역
- 크리스토퍼 캐스틸 - 테드 뉴턴 역
- 딘 존스 - 수의사 허먼 바닉 역
- 올리버 플랫 - 하비 역
- 스탠리 투치 - 버넌 역
- 데이비드 듀코브니 - 브래드 윌슨 역
- 퍼트리샤 히턴 - 브리 윌슨 역
- 조지프 고든레빗 - 테드의 동급생 역
- 리처드 포트노 - 탄약·총 영업사원 역

## 기타 제작진
- 공동 제작: 고든 A. 웨브
- 협력 제작: 셸던 칸
- 배역: 스티븐 제이컵스
- 미술: 앨릭스 태벌레리스
- 의상: 글로리아 그레셤

## 속편
- 베토벤 2 (1993)
- 베토벤 3 (2000)
- 베토벤 4 (2001)
- 베토벤 5 (영어) (2003)
- 베토벤스 빅 브레이크 (2008)
- Beethoven's Christmas Adventure (2011)
- Beethoven's Treasure Tail (2014)

## 우리말 녹음
| MBC 성우진 (1996년 9월 27일) - 권혁수 - 조지 뉴턴(찰스 그로딘) - 최성우 - 앨리스(보니 헌트) - 황일청 - 수의사 바닉(딘 존스) - 송도영 - 라이스(니콜 톰) - 이미자 - 테드(크리스토퍼 캐스틸) - 이명숙 - 아줌마(로럴 크로닌) - 박영희 - 브리(퍼트리샤 히턴) - 조향이 - 오토바이 여성(올랜 존스) - 김동현 - 하비(올리버 플랫) - 안장혁 - 노숙자(크레이그 핑커드) - 안지환 - 브래드(데이비드 듀코브니) - 이승현 - 에밀리(세라 로즈 카) - 조예신 - 병원 직원(홀리 워텔) - 최원형 - 마크(로비 데이비슨) - 강수진 - 동물 가게 주인(멀로라 월터스) - 박조호 - 버넌(스탠리 투치) - 변종필 - 사업가(리처드 포트노) - 안종덕 - 방송 앵커(크리스 리틀) - 유은숙 - 방송 기자(셰리 페이싱어) - 이진홍 - 마크의 친구(코리 댄지거) - 전수빈 - 남성(니컬러스 마이즈) - 박소라 - 마크의 친구(리사 거버) - 엄현정 - 불량배(패트릭 러브렉) - 윤성혜 - 불량배(제이컵 케너) - 정남 - 불량배(매슈 브룩스) | SBS 성우진 (2000년 3월 1일) - 양지운 - 뉴턴(아빠) (찰스 그로딘) - 안경진 - 앨리스(엄마) (보니 헌트) - 강구한 - 닥터 바닉 (딘 존스) - 신상숙 - 라이스(큰딸) (니콜 톰) - 한인숙 - 테드(아들) (크리스토퍼 캐스틸) - 우정신 - 에밀리(막내) (세라 로즈 카) - 김민석 - 브래드 (데이비드 듀코브니) - 김혜미 - 브리 (퍼트리샤 히턴) - 조경모 - 버넌 (스탠리 투치) - 정민희 - 이선주 - 오인성 - 정미경 EBS 성우진 (2012년 1월 24일) - 최원형 - 조지 (찰스 그로딘) - 이서윤 - 앨리스 (보니 헌트) - 오세홍 - 바닉 (딘 존스) - 정미라 - 라이스 (니콜 톰) - 홍범기 - 테드 (크리스토퍼 캐스틸) - 전해리 - 에밀리 (세라 로즈 카) - 홍진욱 - 브래드 (데이비드 듀코브니) - 신용우 - 버넌 (스탠리 투치) - 이주희 - 하성용 - 홍희숙 - 진정일 |  |